# Geophilus flavus
Geophilus flavus (лат.) — вид губоногих многоножек (Chilopoda) из семейства Geophilidae.

## Описание
Наземные членистоногие, часто обнаруживаемые и на побережьях морей. Имеют желтоватую окраску и 49-57 пар ног. Длина тонкого тела 40—60 мм. Голова небольшая, оранжево-коричневого цвета, несёт пару относительно длинных антенн. Челюсти с зубами. Ноги окрашены, как и тело. Ходильные ноги короткие, членистые.

## Распространение и образ жизни
Вид встречается повсеместно в Европе и был интродуцирован в Северную Америку и Австралию (на Тасмании их впервые нашли в 1959 году). Живут в разнообразных влажных местах с большим количеством укрытий. Вид может быть найден в различных типах леса, а также в непосредственной близости от человеческого поселения, в садах и огородах. Ведёт скрытный образ жизни в почве, под камнями или в корнях деревьев. Питается различными мелкими животными и различными органическими остатками животного происхождения. Движется очень быстро.